# 오토존 파크
오토존 파크(AutoZone Park)은 미국의 다목적 경기장이다. 테네시주 멤피스에 위치하고 있으며 USL 멤피스 USL 팀과 마이너 리그 베이스볼 트리플 A 퍼시픽 코스트 리그 멤피스 레드버즈의 홈 경기장이다.